# Adrapsa basiferruginea
Adrapsa basiferruginea är en fjärilsart som beskrevs av Rothschild 1920. Adrapsa basiferruginea ingår i släktet Adrapsa och familjen nattflyn. Inga underarter finns listade i Catalogue of Life.